# Sionisme libertaire
Le sionisme libertaire est un courant anarchiste juif, apparu à la fin du XIXe siècle, qui milite en faveur d'un « foyer national juif » libertaire, associatif et sans État.
Bernard Lazare (1865-1903) en est le premier théoricien,,.

## Origines
Le sionisme libertaire nait en réaction à la montée de l'antisémitisme en Europe à la fin du XIXe siècle : grands pogroms russes des années 1880, affaire Dreyfus en France.
Des anarchistes, comme des socialistes, en viennent à penser que la question juive ne peut faire l'économie d'un projet de société juive séparée, mais intégrée à un projet révolutionnaire mondial.
En France, les membres connus de cette tendance, pleinement membres du mouvement libertaire, sont à la fin du XIXe siècle Henri Dorr, Mécislas Golberg ou Bernard Lazare qui théorise le « sionisme libertaire », dont les options divergent du sionisme de Theodor Herzl. Il n'évoque pas l'idée d'un État juif, mais d'une nation juive. Le projet est de fonder un foyer national sans État. Ils publient la revue Le Flambeau qui défend ces positions.

## Doctrine
Pour les sionistes libertaires, il s'agissait de fonder un foyer national sans État.
Il faut rappeler que si les fondateurs de l'anarchisme étaient hostiles à l'État, ils ne l'étaient pas forcément à l'idée de nation : les communautés humaines, tant qu'elles sont à adhésions volontaires, sont pleinement intégrées dans le projet anarchiste. Au cours du XXe siècle, l'attitude des anarchistes vis-à-vis de la nation est cependant devenue de plus en plus critique.
Les sionistes libertaires n'adhéreront pas tous au sionisme de Theodor Herzl, trop étatique à leur goût.
Joseph Trumpeldor, qui plus tard est devenu un héros de la droite sioniste (voir Betar), était aussi à l'origine un anarchiste et un disciple de Kropotkine. Il a déclaré, « je suis un anarcho-communiste et un sioniste ». Son programme pour un réseau syndicaliste de communautés socialistes, formulé en 1908-1909, a influencé la création des Kibboutzim.

## Évolution au cours duXXesiècle
Pour un article plus général, voir Anarchisme en Israël.
Des groupes anarchistes plus ou moins influencés par le sionisme ont fonctionné au XXe siècle. Un petit groupe de militants diffusait ainsi à Tel-Aviv peu après la création d'Israël le journal anarchiste américain en yiddish Freie Arbeiter Stimme (La Voix de l’ouvrier libre).
Le groupe anarchiste juif de Paris, Der Fraier Gedank (La Pensée libre), qui n'était pas officiellement sioniste, verra quand même certains de ses membres émigrer vers Israël après la création de l'État. Ils y participeront à la création d'un journal anarchiste israélien : Problemen, publié en yiddish et en hébreu, et qui ne cessera sa parution qu'en 1993.
L'attitude dominante des anarchistes à l'égard du sionisme est restée réservée, mais pas toujours hostile, jusqu’à la grande révolte arabe de 1935-1939. Par la suite, le caractère considéré comme potentiellement oppressif du nationalisme juif, comme de tout nationalisme, sera de plus en plus critiquée : « Seul le rejet de tout nationalisme et l’entente libre et fraternelle des populations travailleuses pourront sauver la Palestine de la barbarie qui va en s’étendant ». « En Palestine, l’État apporte l’indiscutable preuve qu’il provoque la guerre du fait même de sa présence ».
Mais certains courants anarchistes, en particulier chez les militants juifs, conserveront aussi une certaine fascination pour le Kibboutz. On verra même des anarchistes non juifs immigrer en Israël pour s'installer dans les kibboutzim. C'est ainsi le cas de Joseph Ribas, militant de la CNT espagnole, ancien combattant de la Guerre d'Espagne, qui s'installe avec femme et enfants dans le kibboutz Hahotrim, au Sud de Haïfa.
Finalement, le sionisme libertaire reste un courant tout à fait marginal, non seulement au sein du sionisme, mais aussi du mouvement anarchiste. Son influence idéologique sur une partie de la gauche sioniste sera par contre assez importante.[réf. nécessaire]

## Influences
Le courant anarchiste a influencé à l'origine le parti sioniste Hapoel Hatzaïr (jeune ouvrier), un des deux fondateurs (en 1930) du parti travailliste Israélien Mapaï, et plus encore sa dissidence radicale, le Hachomer Hatzaïr (jeune garde), un des fondateurs en 1948 du Mapam (extrême gauche sioniste).
Yitzhak Tabenkin, un des dirigeants du Hapoel puis du Mapaï (après 1930), a nettement subi l'influence de l'anarchisme.
Ces deux mouvements ne se sont jamais considérés eux-mêmes comme strictement anarchistes. Les Kibboutzim, qu'ils ont largement contribué à créer, sont cependant très marqués par les doctrines anarcho-communistes : pas (ou peu) de pouvoir élu, insistance sur la coopération des membres, collectivisme radical, égalitarisme strict.